# Carl Froch
Carl Martin Froch, MBE (* 2. Juli 1977 in Nottingham) ist ein ehemaliger britischer Profiboxer, der im Laufe seiner Karriere vier Weltmeistertitel (2× WBC, IBF, WBA) im Supermittelgewicht gewinnen konnte.
Der britische Boxverband British Boxing Board of Control ernannte ihn 2009, 2012, 2013 und 2014 jeweils zu Großbritanniens Boxer des Jahres, zudem fand er 2023 Aufnahme in die International Boxing Hall of Fame.

## Amateurkarriere
Carl Froch begann mit dem Boxen im Alter von neun Jahren und trainierte im Phoenix ABC von Gedling. Er wurde 1999 und 2001 Englischer Meister im Mittelgewicht und war Teilnehmer der Europameisterschaft 2000 in Tampere, wo er im Viertelfinale gegen Stjepan Božić ausschied.
Sein größter Erfolg war der Gewinn einer Bronzemedaille im Mittelgewicht bei der Weltmeisterschaft 2001 in Belfast, wobei er unter anderem den olympischen Medaillengewinner Vüqar Ələkbərov und den Olympiateilnehmer Antonios Giannoulas besiegen konnte, ehe er im Halbfinale gegen den späteren Goldmedaillengewinner Andrei Gogolew unterlegen war. Es handelte sich dabei um die bislang erste WM-Medaille für den englischen Boxverband. Die nächste WM-Medaille, Bronze im Weltergewicht, gewann Neil Perkins 2005 in Mianyang.
Er beendete seine Amateurkarriere nach 96 Kämpfen mit 88 Siegen.

### Weitere Ergebnisse (Auswahl)
- November 2000: 1. Platz im Mittelgewicht beim Copenhagen Cup in Dänemark[9]
- Oktober 2000: 3. Platz im Mittelgewicht beim Feliks Stamm Tournament in Polen[10]
- März 2000: 3. Platz im Mittelgewicht beim Multi Nations Tournament in England[11]
- März 2000: 2. Platz im Mittelgewicht beim Chemiepokal in Deutschland[12]
- Mai 1999: 3. Platz im Mittelgewicht beim Multi Nations Tournament in England[13]

## Profikarriere
Froch wurde vom britischen Promoter Panos Eliades (Panix Promotions) unter Vertrag genommen und während seiner gesamten Profikarriere von Robert McCracken trainiert. Sein Manager war Mick Hennessy. Ab 2011 waren seine Promoter und Manager Eddie Hearn bzw. Barry Hearn (Matchroom).
Froch bestritt sein Profidebüt am 16. März 2002 und wurde am 28. November 2003 mit einem TKO-Sieg gegen Alan Page (Kampfbilanz: 8-0, 4 KO) Englischer Meister, sowie am 12. März 2004 durch einen Punktsieg gegen Charles Adamu (11-1, 9 KO) Commonwealth-Champion. Im Juni 2004 verteidigte er den Commonwealth-Titel durch TKO gegen Mark Woolnough (14-3, 4 KO) und am 24. September 2004 durch TKO in der ersten Runde gegen Damon Hague (23-3, 12 KO), wodurch er zusätzlich Britischer Meister wurde. Im Anschluss gewann er weitere Titelverteidigungen gegen Matthew Barney (21-5, 6 KO), Ruben Groenewald (19-4, 7 KO), Dale Westerman (15-5, 7 KO), Brian Magee (25-2, 18 KO), Tony Dodson (20-3, 12 KO) und Robin Reid (39-5, 27 KO). Da es sich bei dem Kampf gegen Dodson um den bereits vierten siegreichen Titelkampf um die Britische Meisterschaft handelte, wurde Froch auch mit dem prestigeträchtigen Lonsdale Belt ausgezeichnet.
Mit einer Bilanz von 23-0 (19 KO) und von der WBC auf Platz 1 der Herausforderer geführt, konnte er am 6. Dezember 2008 um den vakanten WM-Titel des Verbandes boxen, der im Juni 2008 von Joe Calzaghe niedergelegt worden war, um im nächsthöheren Halbschwergewicht gegen Bernard Hopkins antreten zu können. Als sein Gegner wurde Jean Pascal (21-0, 14 KO) bestimmt, Nordamerikanischer Meister mehrerer Verbände und von der WBC auf Rang 3 geführt. Froch siegte in dem Kampf, der in der Nottingham Arena stattfand, einstimmig nach Punkten.
Seine erste Titelverteidigung bestritt er am 25. April 2009 im Foxwoods Resort von Mashantucket (Connecticut) gegen Jermain Taylor (28-2, 17 KO), der zum Zeitpunkt des WM-Titelgewinns durch Froch auf Platz 2 der WBC-Rangliste geführt worden war. In dem spektakulären Kampf ging Froch in Runde 3 zu Boden und lag nach der vorletzten Runde nach Punkten im Rückstand, ehe ihm in der letzten Runde ein Niederschlag gegen Taylor gelang. Der vom Ring Magazine auf Platz 5 geführte US-Amerikaner kam zwar noch mal hoch, wurde jedoch nach Freigabe des Kampfes wieder schwer getroffen und schließlich vom Ringrichter aus dem Kampf genommen. Froch siegte dadurch, rund 15 Sekunden vor Kampfende, durch TKO.
Seine nächste Titelverteidigung gewann er am 17. Oktober 2009 in der Nottingham Arena im Rahmen seines ersten Kampfes in dem Turnier Super Six World Boxing Classic durch geteilte Punktentscheidung gegen den von der WBC auf Rang 2 der Herausforderer geführten Andre Dirrell (18-0, 13 KO). Aufgrund von Unsportlichkeiten war es zu Verwarnungen beider Boxer und einem Punktabzug gegen Dirrell gekommen.

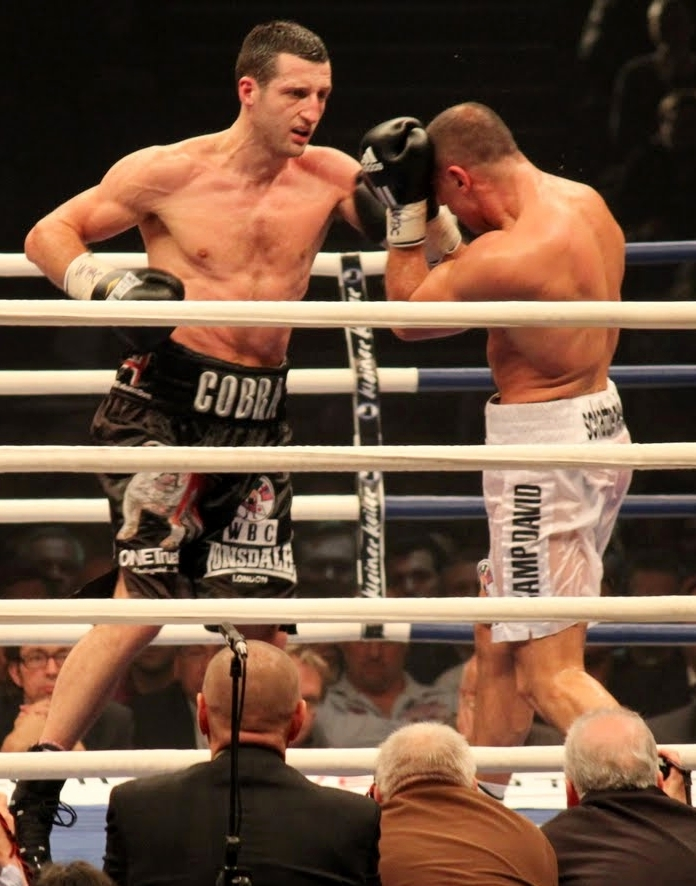
Carl Froch im Kampf gegen Arthur Abraham am 27. November 2010

In seinem nächsten Kampf verlor Froch am 24. April 2010 im Messecenter Herning einstimmig nach Punkten gegen den Dänen Mikkel Kessler (42-2, 32 KO), ein ehemaliger WBC- und zweifacher WBA-Weltmeister. Aufgrund einer im Kampf erlittenen Augenverletzung, welche eine mehrmonatige Kampfpause nach sich zog, wurde Kessler der WM-Titel durch den WBC-Verband wieder entzogen, er musste das Super Six-Turnier verlassen und wurde zum „Champion Emeritus“ ernannt. Dies hätte ihm die Möglichkeit eröffnet, nach seiner Genesung sofort wieder um den Titel boxen zu dürfen.
Am 27. November 2010 konnte Froch im Rahmen seines inzwischen dritten Turnierkampfes und als Nummer-1-Herausforderer des Verbandes erneut um den vakanten WBC-WM-Titel boxen und siegte dabei in der Hartwall Areena in Helsinki einstimmig nach Punkten gegen den schlagstarken Deutschen und von der WBC auf Platz 2 gesetzten Arthur Abraham (31-1, 25 KO). Durch diesen Erfolg stieg er zur Nummer 3 der Weltrangliste des Ring Magazine auf und zog in das Super Six-Halbfinale ein, wo er am 4. Juni 2011 in der Boardwalk Hall von Atlantic City durch Mehrheitsentscheidung nach Punkten gegen den Jamaikaner Glen Johnson (51-14, 35 KO) gewinnen konnte, welcher als Quereinsteiger in das Turnier gewechselt war und vom Ring Magazine auf Platz 7 geführt wurde.
Am 17. Dezember 2011 boxte er im Super Six-Finale gegen den bis dahin ungeschlagenen US-Amerikaner und WBA-Weltmeister Andre Ward (24-0, 13 KO), verlor den Kampf jedoch in der Boardwalk Hall einstimmig nach Punkten. Ward hatte sich mit seiner überlegenen Technik und Schnelligkeit durchgesetzt, was sich auch in der Trefferstatistik widerspiegelte; so landete Ward 243 von 573 Schlägen, Froch hingegen nur 156 von 683. Bei den Jabs führte Ward gar mit 107 zu 47. Durch diesen Sieg wurde Ward vom Ring Magazine zur Nummer 1 der Weltrangliste im Supermittelgewicht erklärt.
In seinem nächsten Kampf am 26. Mai 2012 in der Nottingham Arena erzielte er einen der bedeutendsten Siege seiner Karriere, als er den ungeschlagenen rumänischen IBF-Weltmeister Lucian Bute (30-0, 24 KO), der vom Ring Magazine auf Platz 1 der Herausforderer geführt wurde und seine zehnte Titelverteidigung bestritt, nach überlegener Vorstellung durch TKO in der fünften Runde besiegen konnte. Bute, der eine Rückkampfklausel ungenutzt ließ gab an, nach diesem Kampf nicht mehr derselbe gewesen zu sein und verlor vier seiner nächsten sechs Kämpfe, bevor er seine Karriere beendete. Froch übernahm Butes Position als Nummer-1-Herausforderer des Ring Magazine, während Andre Ward weiterhin als Champion des Ring Magazine geführt wurde.
Froch gewann seine erste Titelverteidigung am 17. November 2012 in der Nottingham Arena durch KO in der dritten Runde gegen Yusaf Mack (31-4, 17 KO), der 2011 bereits IBF-WM-Herausforderer im Halbschwergewicht gewesen war. Im Anschluss erzielte er einen weiteren bedeutenden Erfolg, als er am 25. Mai 2013 in der Londoner O2 Arena im Rahmen eines Rückkampfes Mikkel Kessler (46-2, 35 KO) einstimmig nach Punkten besiegen konnte und dadurch seinen IBF-Titel mit dem WBA-Titel des Dänen vereinte, wobei er bei der Trefferstatistik mit 272 zu 178 führte. Kessler, der nach diesem Kampf seine Karriere beendete und zuvor nur gegen Andre Ward und Joe Calzaghe verloren hatte, war vom Ring Magazine auf Rang 2 der Herausforderer geführt worden.
Seine erste Titelverteidigung als Doppelweltmeister (IBF/WBA) bestritt er im Alter von 36 Jahren am 23. November 2013 in der Phones 4u Arena in Manchester gegen seinen Landsmann George Groves (19-0, 15 KO), der mit 25 Jahren als neues aufstrebendes Talent im britischen Supermittelgewicht galt. Im Vorfeld des Kampfes war es zwischen den Sportlern zu verbalen Attacken gekommen. Im Kampf selbst konnte sich Groves bereits mit einem Niederschlag in der ersten Runde einen Punktevorsprung sichern, welchen er in den folgenden Runden ausbaute. Bei allen drei Punktrichtern einstimmig in Führung liegend, wurde Groves dann in der neunten Runde von Ringrichter Howard Foster stehend aus dem Kampf genommen, nachdem er zuvor mehrere schwere Treffer durch Froch erhalten hatte und nach Meinung von Foster verteidigungsunfähig wirkte. Froch siegte damit durch TKO, während Groves noch im Ring gegen den aus seiner Sicht ungerechtfertigten Kampfabbruch protestierte.
Aufgrund des bis dahin durch Groves überlegen geführten Kampfes und der allgemeinen Kritik aufgrund des vermeintlich zu frühen Kampfabbruchs, wurde ein Rückkampf für den 31. Mai 2014 im Londoner Wembley-Stadion vereinbart. Auch diesmal lieferten sich beide Boxer im Vorfeld des Kampfes verbale und teils körperliche Auseinandersetzungen. In dem Kampf, der von rund 80.000 Menschen vor Ort sowie rund 900.000 Pay-per-View-Kunden verfolgt wurde, siegte Froch aufgrund eines schweren Niederschlages seines Gegners durch TKO in der achten Runde und führte bis zu diesem Zeitpunkt auf zwei der drei Punktezetteln. Das Ring Magazine wählte den Kampf zum Event des Jahres und den Niederschlag zum Knockout des Jahres.
Ohne einen weiteren Kampf bestritten zu haben erklärte Froch im Juli 2015 seinen Rücktritt vom Boxen und damit sein Karriereende. Er begründete diesen Schritt unter anderem mit seinem Alter und anhaltenden Verletzungen.

## Kampfstil
Als die Stärken von Froch galten seine konditionellen und physischen Voraussetzungen. Im Laufe seiner Karriere wurde er nie vorzeitig besiegt und ging nur zweimal zu Boden; in der dritten Runde im Kampf gegen Jermain Taylor 2009 und in der ersten Runde des Kampfes gegen George Groves 2013. Charakteristisch war sein Stil, die Hände tief zu halten und aus Hüfthöhe heraus zu schlagen.
“I wasn’t super-skillful, I wasn’t super-fast. I was a good all-rounder, very tough, incredibly determined and really fit because I always trained hard. Those were my attributes and that’s probably one of the reasons I retired in the end, because it was getting harder and harder. I couldn’t keep up the fitness because I was getting old.” – Carl Froch nach seinem Karriereende.
“Very physical. Not good skill, not good ability, but very strong. Froch was very determined and physically strong.” – Lucian Bute nach seinem Kampf gegen Froch.
“Carl is more a hard hitter but he’s slow. But Carl doesn’t respect anything. Even if you hit him really hard he will still come forward.” – Mikkel Kessler nach seinen beiden Kämpfen gegen Froch.
“In the ring Froch is a more physical fighter, stronger, a guy who is willing to give one and take one.” – Glen Johnson nach seinem Kampf gegen Froch.

## Sonstiges
Carl Froch ist mit zwei Brüdern im Stadtteil Colwick aufgewachsen und besuchte die Grundschule St Johns Infants School in Valeside und die Sekundarschule Gedling School in Gedling. Er ist verheiratet und Vater von drei Kindern.
Die Großeltern von Carl Froch heißen Aleksandra und Wojciech Froch und stammen aus Krakau. Während des Zweiten Weltkriegs hatten sie Polen verlassen.
Froch war Werbeträger der Onlinepoker-Plattform partypoker und spielte auf deren Software unter dem Nickname Carl_Froch.
Nach seiner Wettkampfkarriere wurde er Boxanalyst und Sportkommentator für Sky Sports.
2014 wurde er zum Ehrenbürger von Nottingham ernannt und 2015 zum Member of the Order of the British Empire (MBE) erhoben. Die Auszeichnung wurde ihm von William, Prince of Wales überreicht.
2023 wurde er als bis dahin siebenter Brite nach Randy Turpin, Ken Buchanan, Lennox Lewis, Barry McGuigan, Joe Calzaghe und Naseem Hamed in die International Boxing Hall of Fame aufgenommen.

## Liste der Profikämpfe
| 33 Siege (24 K.o.-Siege), 2 Niederlagen (0 K.o.-Niederlagen), 0 Unentschieden |               |                                                     |                                                                                   |                                               |
| Jahr                                                                          | Tag           | Ort                                                 | Gegner                                                                            | Ergebnis für Froch                            |
| 2002                                                                          | 16. März      | York Hall, London, Großbritannien                   | Michael Pinnock (4-52)                                                            | Sieg / TKO 4. Runde / 6 Runden                |
| 2002                                                                          | 10. Mai       | York Hall, London, Großbritannien                   | Ojay Abrahams (19-36)                                                             | Sieg / KO 1. Runde / 6 Runden                 |
| 2002                                                                          | 23. August    | York Hall, London, Großbritannien                   | Darren Covill (8-28)                                                              | Sieg / TKO 1. Runde / 6 Runden                |
| 2002                                                                          | 25. Oktober   | York Hall, London, Großbritannien                   | Paul Bonson (16-55)                                                               | Punktsieg / 6 Runden                          |
| 2002                                                                          | 21. Dezember  | Goresbrook Leisure Centre, Dagenham, Großbritannien | Mike Duffield (9-15)                                                              | Sieg / TKO 1. Runde / 6 Runden                |
| 2003                                                                          | 28. Januar    | Nottingham Arena, Nottingham, Großbritannien        | Waleri Odin (6-5)                                                                 | Sieg / TKO 6. Runde / 8 Runden                |
| 2003                                                                          | 5. März       | York Hall, London, Großbritannien                   | Varujan Dawtjan (3-5)                                                             | Sieg / TKO 5. Runde / 8 Runden                |
| 2003                                                                          | 16. April     | Nottingham Arena, Nottingham, Großbritannien        | Michael Monaghan (12-7)                                                           | Sieg / TKO 3. Runde / 8 Runden                |
| 2003                                                                          | 4. Oktober    | Alexandra Palace, London, Großbritannien            | Vage Kotscharjan (10-7)                                                           | Punktsieg / 8 Runden                          |
| 2003                                                                          | 28. November  | Derby Storm Arena, Derby, Großbritannien            | Alan Page (8-0) vakante Englische Meisterschaft (BBBofC)                          | Sieg / TKO 7. Runde / 10 Runden               |
| 2004                                                                          | 30. Januar    | Goresbrook Leisure Centre, Dagenham, Großbritannien | Dsmitryj Adamowitsch (9-7)                                                        | Sieg / TKO 2. Runde / 8 Runden                |
| 2004                                                                          | 12. März      | Nottingham Arena, Nottingham, Großbritannien        | Charles Adamu (11-1) Commonwealth-Meisterschaft                                   | Punktsieg / 12 Runden                         |
| 2004                                                                          | 2. Juni       | Nottingham Arena, Nottingham, Großbritannien        | Mark Woolnough (14-3) Commonwealth-Meisterschaft                                  | Sieg / TKO 11. Runde / 12 Runden              |
| 2004                                                                          | 24. September | Nottingham Arena, Nottingham, Großbritannien        | Damon Hague (23-3) Britische Meisterschaft (BBBofC) Commonwealth-Meisterschaft    | Sieg / TKO 1. Runde                           |
| 2005                                                                          | 21. April     | The Avalon, Hollywood, USA                          | Henry Porras (30-4)                                                               | Sieg / TKO 8. Runde / 10 Runden               |
| 2005                                                                          | 9. Juli       | Nottingham Arena, Nottingham, Großbritannien        | Matthew Barney (21-5) Britische Meisterschaft (BBBofC) Commonwealth-Meisterschaft | Punktsieg / 12 Runden                         |
| 2005                                                                          | 2. Dezember   | Nottingham Arena, Nottingham, Großbritannien        | Ruben Groenewald (19-4) Commonwealth-Meisterschaft                                | Sieg / TKO 5. Runde / 12 Runden               |
| 2006                                                                          | 17. Februar   | York Hall, London, Großbritannien                   | Dale Westerman (15-5) Commonwealth-Meisterschaft                                  | Sieg / TKO 9. Runde / 12 Runden               |
| 2006                                                                          | 26. Mai       | York Hall, London, Großbritannien                   | Brian Magee (25-2) Britische Meisterschaft (BBBofC) Commonwealth-Meisterschaft    | Sieg / KO 11. Runde / 12 Runden               |
| 2006                                                                          | 24. November  | Nottingham Arena, Nottingham, Großbritannien        | Tony Dodson (20-3) Britische Meisterschaft (BBBofC) Commonwealth-Meisterschaft    | Sieg / KO 3. Runde / 12 Runden                |
| 2007                                                                          | 23. März      | Nottingham Arena, Nottingham, Großbritannien        | Sergei Tatewossjan (26-7)                                                         | Sieg / TKO 2. Runde / 12 Runden               |
| 2007                                                                          | 9. November   | Nottingham Arena, Nottingham, Großbritannien        | Robin Reid (39-5) Britische Meisterschaft (BBBofC)                                | Sieg / TKO 5. Runde / 12 Runden               |
| 2008                                                                          | 10. Mai       | Nottingham Arena, Nottingham, Großbritannien        | Albert Rybacki (15-0)                                                             | Sieg / TKO 4. Runde / 12 Runden               |
| 2008                                                                          | 6. Dezember   | Nottingham Arena, Nottingham, Großbritannien        | Jean Pascal (21-0) vakante WBC-Weltmeisterschaft                                  | Punktsieg (einstimmig) / 12 Runden            |
| 2009                                                                          | 25. April     | Foxwoods Resort, Mashantucket, USA                  | Jermain Taylor (28-2) 1. WBC-Titelverteidigung                                    | Sieg / TKO 12. Runde                          |
| 2009                                                                          | 17. Oktober   | , Nottingham Arena, Nottingham, Großbritannien      | Andre Dirrell (18-0) 2. WBC-Titelverteidigung                                     | Punktsieg (geteilte Entscheidung) / 12 Runden |
| 2010                                                                          | 24. April     | MCH Messecenter Herning, Herning, Dänemark          | Mikkel Kessler (42-2) 3. WBC-Titelverteidigung                                    | Punktniederlage (einstimmig) / 12 Runden      |
| 2010                                                                          | 27. November  | Hartwall Arena, Helsinki, Finnland                  | Arthur Abraham (31-1) vakante WBC-Weltmeisterschaft                               | Punktsieg (einstimmig) / 12 Runden            |
| 2011                                                                          | 4. Juni       | Boardwalk Hall, Atlantic City, USA                  | Glen Johnson (51-14) 1. WBC-Titelverteidigung                                     | Punktsieg (Mehrheitsentscheidung) / 12 Runden |
| 2011                                                                          | 17. Dezember  | Boardwalk Hall, Atlantic City, USA                  | Andre Ward (24-0) 2. WBC-Titelverteidigung WBA-Titelvereinigung                   | Punktniederlage (einstimmig) / 12 Runden      |
| 2012                                                                          | 26. Mai       | Nottingham Arena, Nottingham, Großbritannien        | Lucian Bute (30-0) IBF-Weltmeisterschaft                                          | Sieg / TKO 5. Runde / 12 Runden               |
| 2012                                                                          | 17. November  | Nottingham Arena, Nottingham, Großbritannien        | Yusuf Mack (31-4) 1. IBF-Titelverteidigung                                        | Sieg / KO 3. Runde / 12 Runden                |
| 2013                                                                          | 25. Mai       | O2 Arena, London, Großbritannien                    | Mikkel Kessler (46-2) 2. IBF-Titelverteidigung WBA-Titelvereinigung               | Punktsieg (einstimmig) / 12 Runden            |
| 2013                                                                          | 23. November  | Phones 4u Arena, Manchester, Großbritannien         | George Groves (19-0) 3. IBF-Titelverteidigung 1. WBA-Titelverteidigung            | Sieg / TKO 9. Runde / 12 Runden               |
| 2014                                                                          | 31. Mai       | Wembley Stadium, London, Großbritannien             | George Groves (19-1) 4. IBF-Titelverteidigung 2. WBA-Titelverteidigung            | Sieg / TKO 8. Runde / 12 Runden               |
| (Quelle: BoxRec-Datenbank)                                                    |               |                                                     |                                                                                   |                                               |